# Локомотивне Депо (зупинний пункт)
Локомоти́вне Депо́ — залізничний зупинний пункт Знам'янської дирекції Одеської залізниці.
Розташований у місті Помічна (поруч Локомотивне депо «Помічна») Добровеличківського району Кіровоградської області на лінії Помічна — Чорноліська між станціями Помічна (3 км) та Новоукраїнка (15 км).
Станом на лютий 2020 року щодня чотири пари електропотягів прямують за напрямком Знам'янка-Пасажирська/Олександрія — Помічна/Одеса-Головна.